# 新都桥镇
新都桥镇（藏語：ར་རྔ་ཁ།），是中国四川省甘孜藏族自治州康定县下属的一个镇，1992年建镇，位于康定县西部，面积508.3平方公里，人口6012人（2000年）。新都桥景色优美，是摄影胜地。2019年12月，撤销瓦泽乡，将其所属行政区域划归新都桥镇管辖，新都桥镇人民政府驻新都桥大街342号。

## 行政区划
新都桥镇下辖以下地区：
第一社区、新都桥一村、新都桥二村、上柏桑一村、上柏桑二村、下柏桑一村、下柏桑二村、下柏桑三村、拔桑一村、拔桑二村、东俄洛一村、东俄洛二村、东俄洛三村和东俄洛四村。

## 交通
- 318国道、 248国道过境